# Dobiček
Dobiček je razlika med prihodki in stroški. Prihodki morajo biti večji od stroškov, če želi imeti podjetje dobiček v obratnem primeru ima podjetje izgubo. 
Prihodek je izkupiček, ki ga podjetje od prodaje dobrin oziroma storitev.
Stroški, pa so vsa bremena, ki jih ima podjetje za nakup proizvodnih faktorjev (delo, energija, kapital, dobrine, storitve).